# Friðjón Stefánsson
Friðjón Stefánsson (* 12. Oktober 1911 in Fögrueyri, Fáskrúðsfjörður; † 27. Juli 1970) war ein isländischer Schriftsteller.

## Leben
Er wurde als Sohn einer Bauernfamilie geboren und arbeitete in seiner Jugend in der Landwirtschaft in den isländischen Ostfjorden. Er besuchte dann eine Genossenschaftsschule. Anschließend arbeitete er als kaufmännischer Angestellter und schließlich als Filialleiter in verschiedenen isländischen Orten für die Handelsgenossenschaft.
Er verfasste einen Roman und zwei Hörspiele. Darüber hinaus schrieb er diverse Erzählungen, die in fünf Bänden veröffentlicht wurden.
Seine Grabstätte befindet sich auf dem Friedhof Fossvogskirkjugarður in Reykjavík.

## Werke
- Maður kemur og fer. Smásögur. Bókaútgáfa Pálma H. Jónssonar, Akureyri 1946 (Kurzgeschichten).

- Ekki veiztu. Smásögur. [s.n.] Reykjavík 1953 (Kurzgeschichten).
- Fjögur augu. Stuttar sögur. Heimskringla, Reykjavík 1957 (Kurzgeschichten).
- Trúnaðarmál. Stuttar sögur. Ísafoldarprentsmiðja, Reykjavík 1960 (Kurzgeschichten).
- Í ljósaskiptum. Stuttar sögur. Menningarsjóður, Reykjavík 1961 (Kurzgeschichten).
- Hornasinfónía. Fróði, Reykjavík 1963 (Kurzgeschichten).
- Tylftareiður. Fróði, Reykjavík 1965 (Kurzgeschichten).
- Grannar í glerhúsum. Letur, Reykjavík 1968 (Kurzgeschichten).
- Hinn óséði vegu. Herborg Friðjónsdóttir, Reykjavík 2011